# Samantha Cheverton
Samantha Cheverton (Montreal, 11 de agosto de 1988) es una deportista canadiense que compitió en natación.
Ganó dos medallas de bronce en el Campeonato Pan-Pacífico de Natación, en los años 2010 y 2014, ambas en la prueba de 4 × 200 m libre. Participó en los Juegos Olímpicos de Londres 2012, ocupando el cuarto lugar en la misma prueba.

## Palmarés internacional
| Campeonato Pan-Pacífico | Campeonato Pan-Pacífico | Campeonato Pan-Pacífico | Campeonato Pan-Pacífico |
| Año                     | Lugar                   | Medalla                 | Prueba                  |
| ----------------------- | ----------------------- | ----------------------- | ----------------------- |
| 2010                    | Irvine (Estados Unidos) | Medalla de bronce       | 4 × 200 m libre         |
| 2014                    | Gold Coast (Australia)  | Medalla de bronce       | 4 × 200 m libre         |